# Zornia latifolia
Nome popular: "Zórnia" ou "Maconha Brava" é uma planta encontrada na restinga do Brasil.